# اچ‌دی ۲۹۴۲
اچ‌دی ۲۹۴۲ یک ستاره است که در صورت فلکی آندرومدا قرار دارد.